# Lago di Peruća
Il lago di Peruća (in croato: Perućko jezero) è un bacino artificiale in Croazia; fu il primo ad essere creato in un territorio carsico. È situato tra le città di Signo (in croato: Sinj) e Verlicca (in croato: Vrlika). Lungo il corso del fiume Cettina, circondato dal monte Svilaja a sud-ovest e dal massiccio del Dinara a nord-est, nel 1958 venne costruita una diga in materiali sciolti alta 67 m e lunga 467. I villaggi circostanti furono in parte allagati, comprese terre fertili ed abitazioni.  Il monastero di Dragović, del 1395, ubicato vicino al villaggio di Koljane, fu anch'esso allagato e ne fu eretto uno nuovo su terreni più alti. 
Il lago è tuttora utilizzato per l'approvvigionamento idrico del campo carsico di Signo (Sinjsko polje) e il funzionamento delle centrali di Peruća, Đale e Zakučac. 
Durante la Guerra d'indipendenza croata, la diga fu fatta saltare in aria nel 1993 dalle truppe serbe durante l'operazione Maslenica e venne gravemente danneggiata, ma non crollò completamente. Il generale serbo Borislav Đukić, accusato dalle autorità croate di aver organizzato un tentativo di distruzione della diga, è stato arrestato nel luglio 2015 in Montenegro e da lì estradato in Croazia. 
Dal 2002 al 2008 sulle centrali idroelettriche installate lungo le sponde del lago sono stati effettuati ammodernamenti e riparazioni.

## Curiosità
Alcune scene del film Winnetou, liberamente adattato dal libro di fantascienza omonimo del romanziere Karl May, sono state girate presso il lago.